# زمین‌لرزه ۱۹۸۸ ارمنستان
زلزله ۱۹۸۸ ارمنستان که به زلزله اسپیتاک (به انگلیسی: Spitak earthquake) (زبان ارمنی: Սպիտակի երկրաշարժ با تلفظ Spitaki yerkrasharj) نیز شناخته می‌گردد، در ۷ دسامبر 11:41 به وقت محلی با شدت بزرگای موج سطحی ۶٫۸ و MSK ماکسیمم X (ویرانگر) رخ داد. این شوک در منطقه شمالی ارمنستان رخ داد (که در آن زمان بخشی از اتحاد شوروی بود)، منطقه‌ای که نسبت به زلزله‌های بزرگ و مخرب آسیب‌پذیر بوده و بخشی از کمربند زمین‌لرزه‌ای است که از رشته‌کوه‌های آلپ به سوی هیمالیا کشیده می‌شود. فعالیت این ناحیه همراه با برهمکنش‌های مرزهای صفحات زمین‌ساختی (تکتونیکی) است و منبع این رویداد لغزش بر روی گسلی بود که دقیقاً سمت شمالی اسپیتاک قرار داشت. این مجموعه رویدادها موجب گسست چندین گسل شد، به طوری که مدت کوتاهی پس از براه افتادن شوک اصلی، چندین رویداد ضربه-لغزش رخ داد. بین ۳۵ تا ۵۰ هزار نفر کشته و تا حدود ۱۳۰ هزار نفر نیز مجروح شدند.

## زمین‌لرزه
منشأ این رویداد گسیختگی گسلی در ۴۰ کیلومتری جنوب رشته‌کوه قفقاز بود که این رشته‌کوه بر اثر همگرایی صفحه‌های زمین‌ساختی عربستان و اوراسیا پدید آمده‌است. کوه‌های قفقاز در امتداد یک کمربند لرزه‌ای فعال قرار دارد که از آلپ در جنوب اروپا تا هیمالیا در آسیا کشیده شده‌است. لرزه‌خیزی این کمربند با زمین‌لرزه‌های عمده و مکرر از دریای اژه، ترکیه و ایران تا افغانستان مشخص می‌شود. گرچه رویدادهای لرزه‌ای در ارمنستان نسبت به دیگر مناطق در این زون لرزه‌ای با فرکانس بالا به وقوع نمی‌پیوندد؛ ولی تغییرشکل‌های سریع پوسته‌ای در آن با گسل‌های راندگی فعال و فعالیت‌های آتشفشانی در ارتباط است. کوه آتشفشانی خاموش کوه آرارات در ترکیه با بلندای ۵٬۱۳۷ متر در ۱۰۰ کیلومتری جنوب رومرکز زمین‌لرزه قرار دارد.
زمین‌لرزه در امتداد یک گسل امتدادلغز راندگی روی داد که به موازات کوه‌های قفقاز کشیده شده و شیب آن به سمت شمال و شمال شرقی است. بروس بولت لرزه‌شناس و استاد زمین و علوم سیاره‌ای در دانشگاه کالیفرنیا، برکلی با پیمایش طول پرتگاه گسلی در سال ۱۹۹۲ دریافت که جابه‌جایی عمودی در طول بخش عمده گسل در حدود ۱ متر و در انتهای شرقی آن به ۱٫۶ متر می‌رسد.
مدل‌سازی شکل موج نشان داد که گسل‌خوردگی از ژرفای ۵ کیلومتری منشأ گرفته و رومرکز آن بر روی گسل راندگی آلاوار در دامنه‌های کوه‌های قفقاز کوچک در شرق آراگاتس قرار دارد. لرزه اصلی باعث ایجاد گسیختگی سطحی شده و دو ثانیه بعد با انتشار به سوی غرب با پس‌لرزه‌ای امتدادلغز همراه شده که به سمت جنوب‌شرقی منتشر شده‌است.

## آسیب(ها)
تعدادی از شدیدترین لرزه‌ها در محدوده‌های صنعتی حاوی .. اتفاق افتاد. نیروگاه هسته‌ای متسامور مرکز زمین‌لرزه اما در نهایت به مدت شش بسته شد

### Liquefaction آبگون سازی (آبگونش)
ساختمان و سازه‌ها در جریان زمین‌لرزه به شدت آسیب دیده بودند. اما جاده‌ها و

## پسایند
پیر شفر موسیقیدان پیشرو (هنر) تیم نجات ۴۹۸ نفری فرانسوی را رهبری نمود
زمانی که یک فروند ایلیوشین ایل-۷۶ شوروی سقوط کرد

## نگارخانه

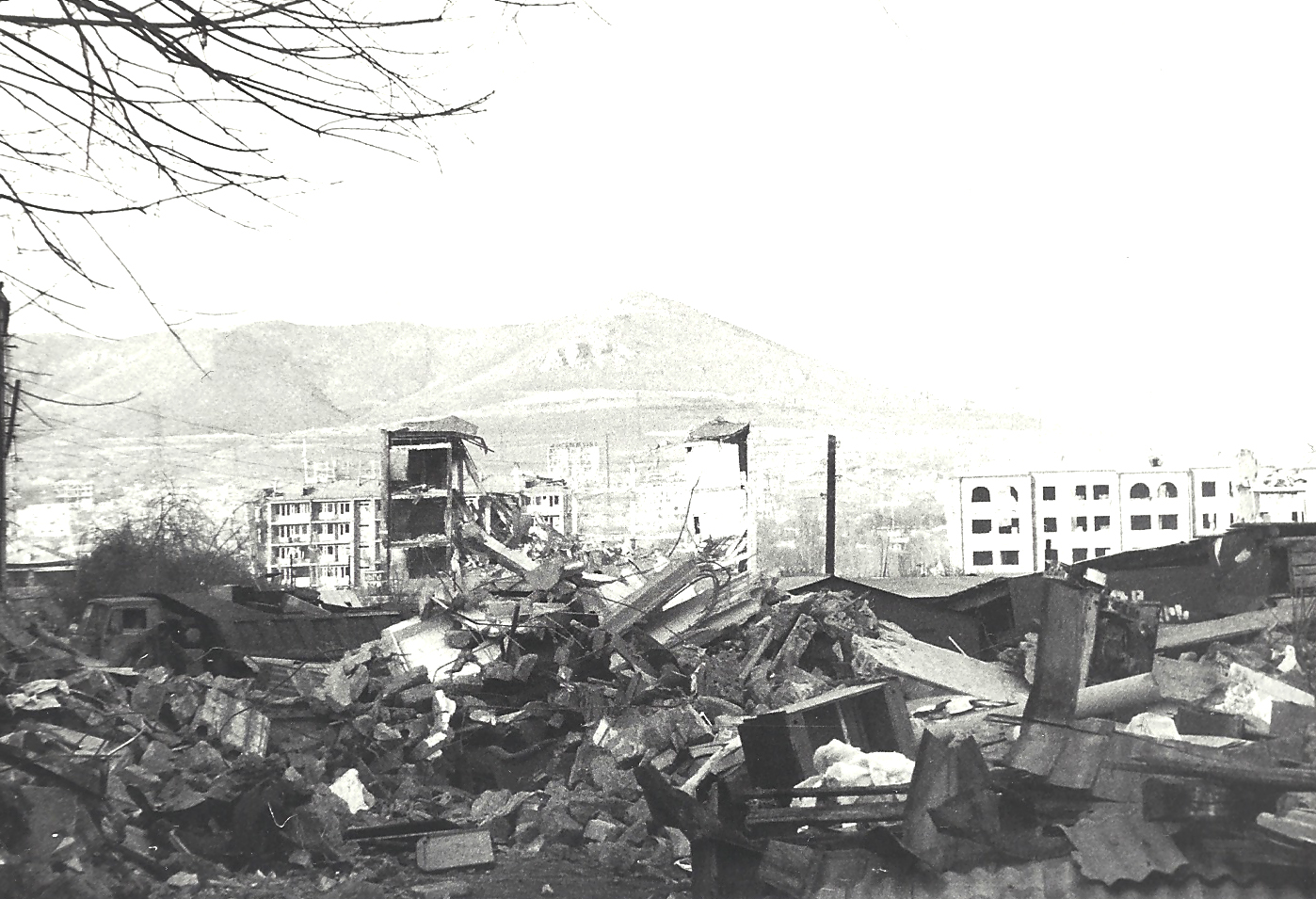
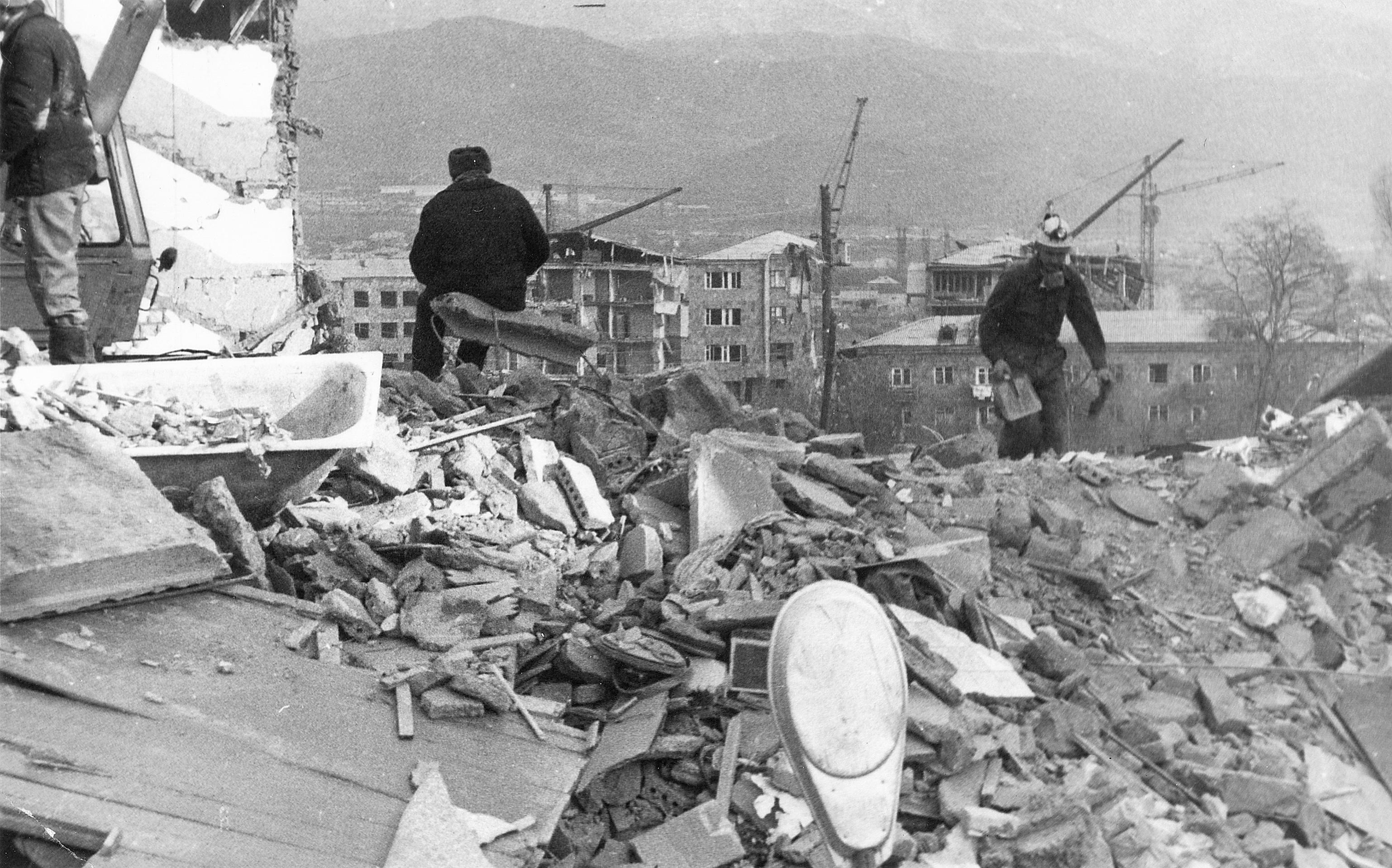
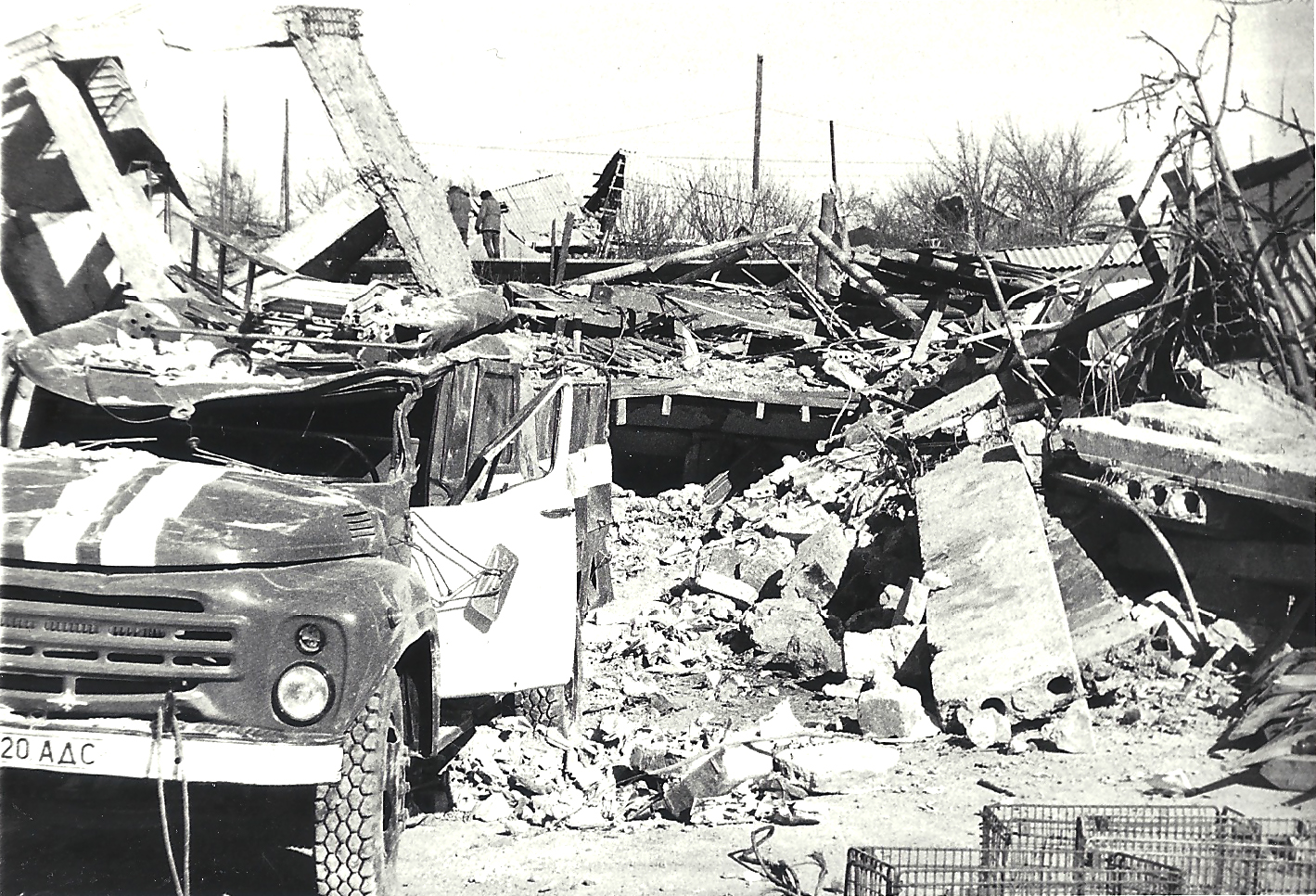
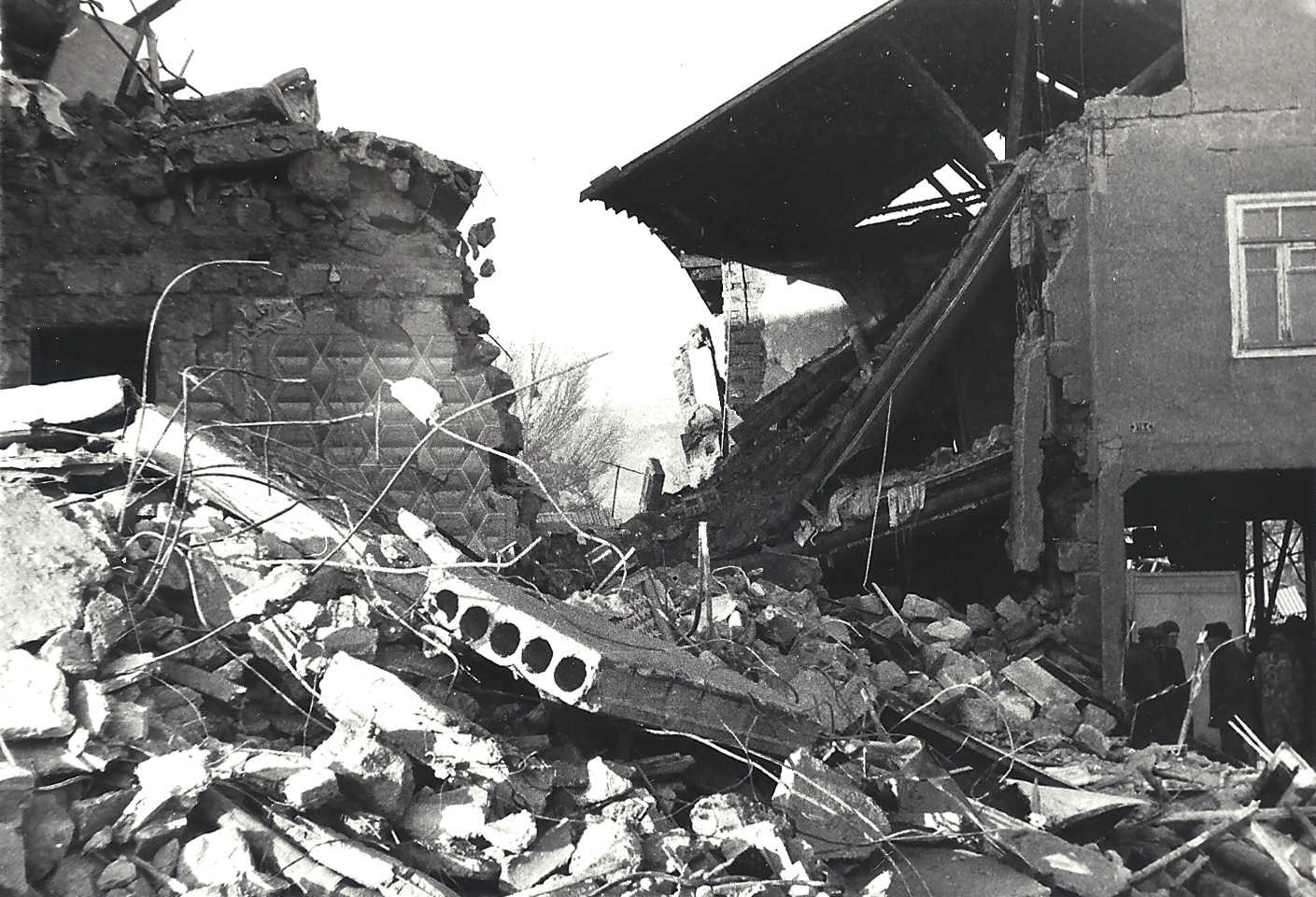
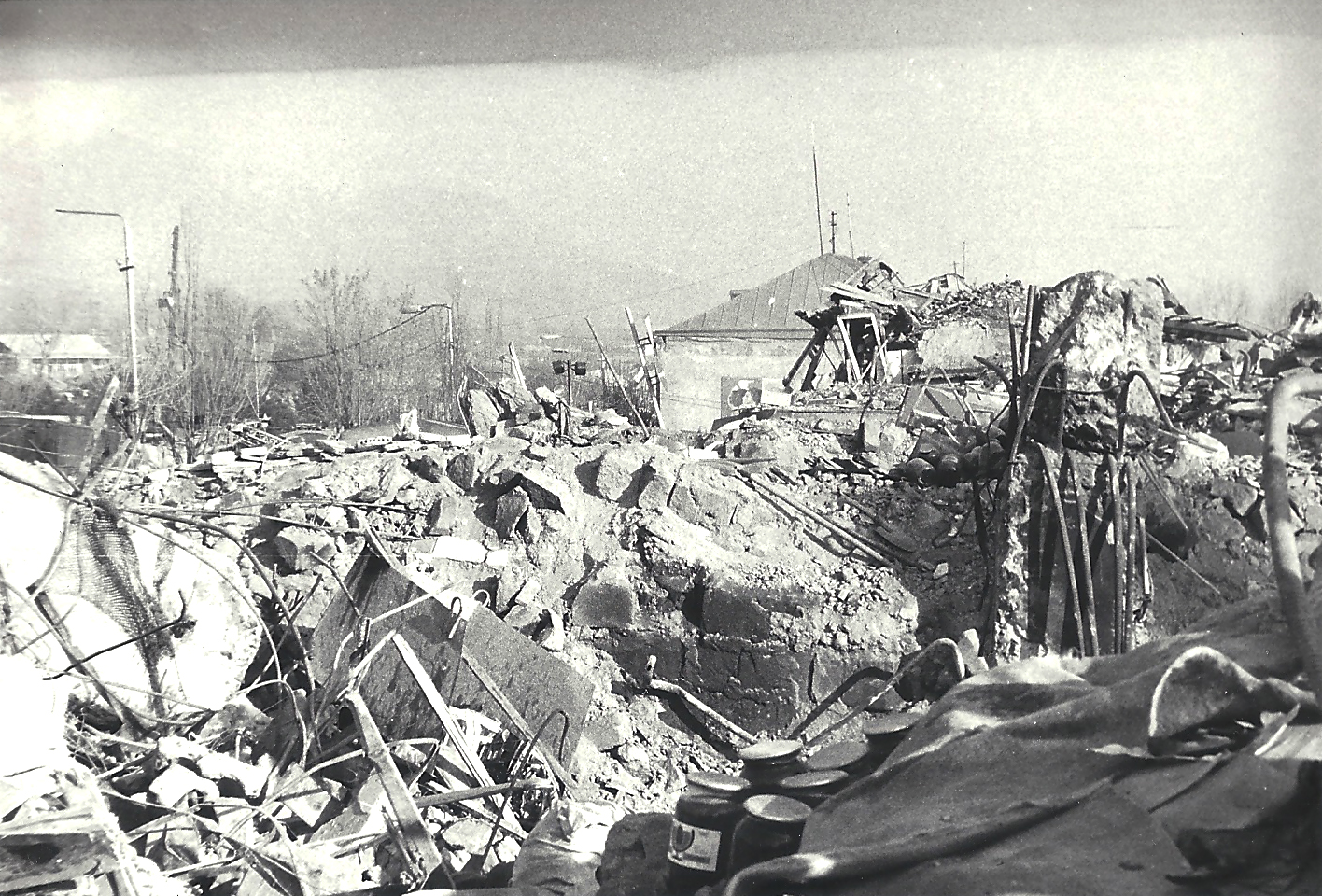
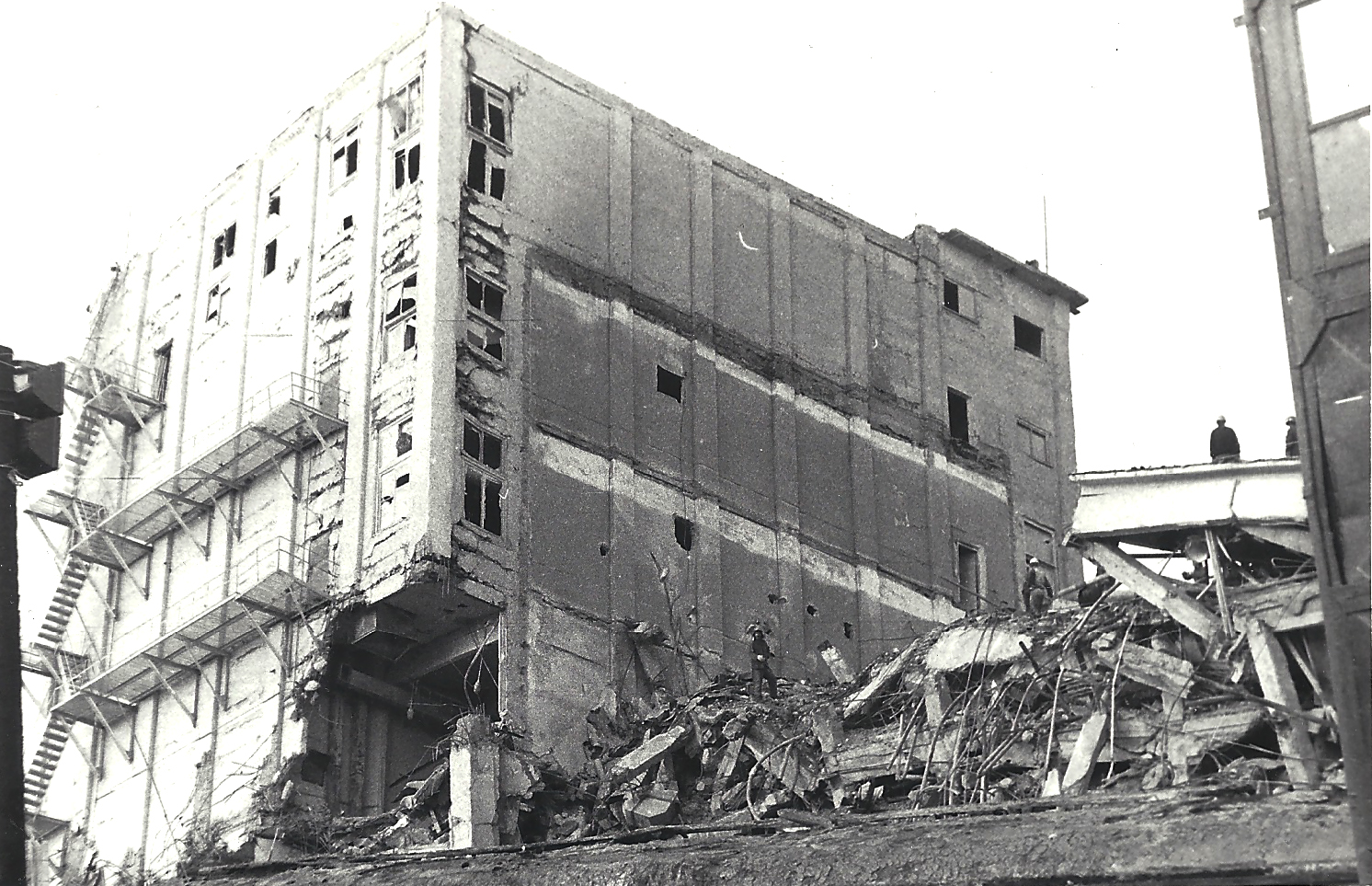
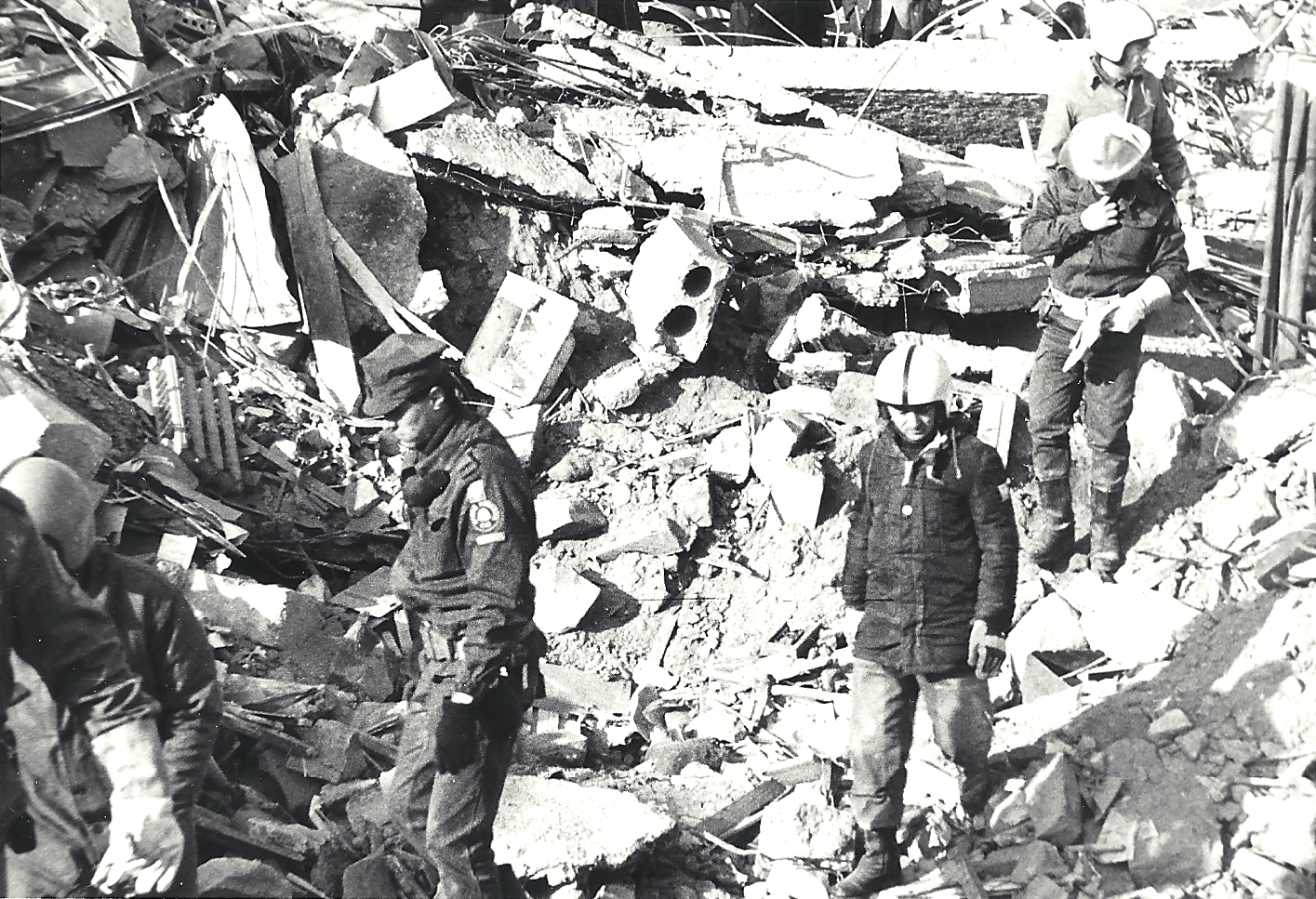
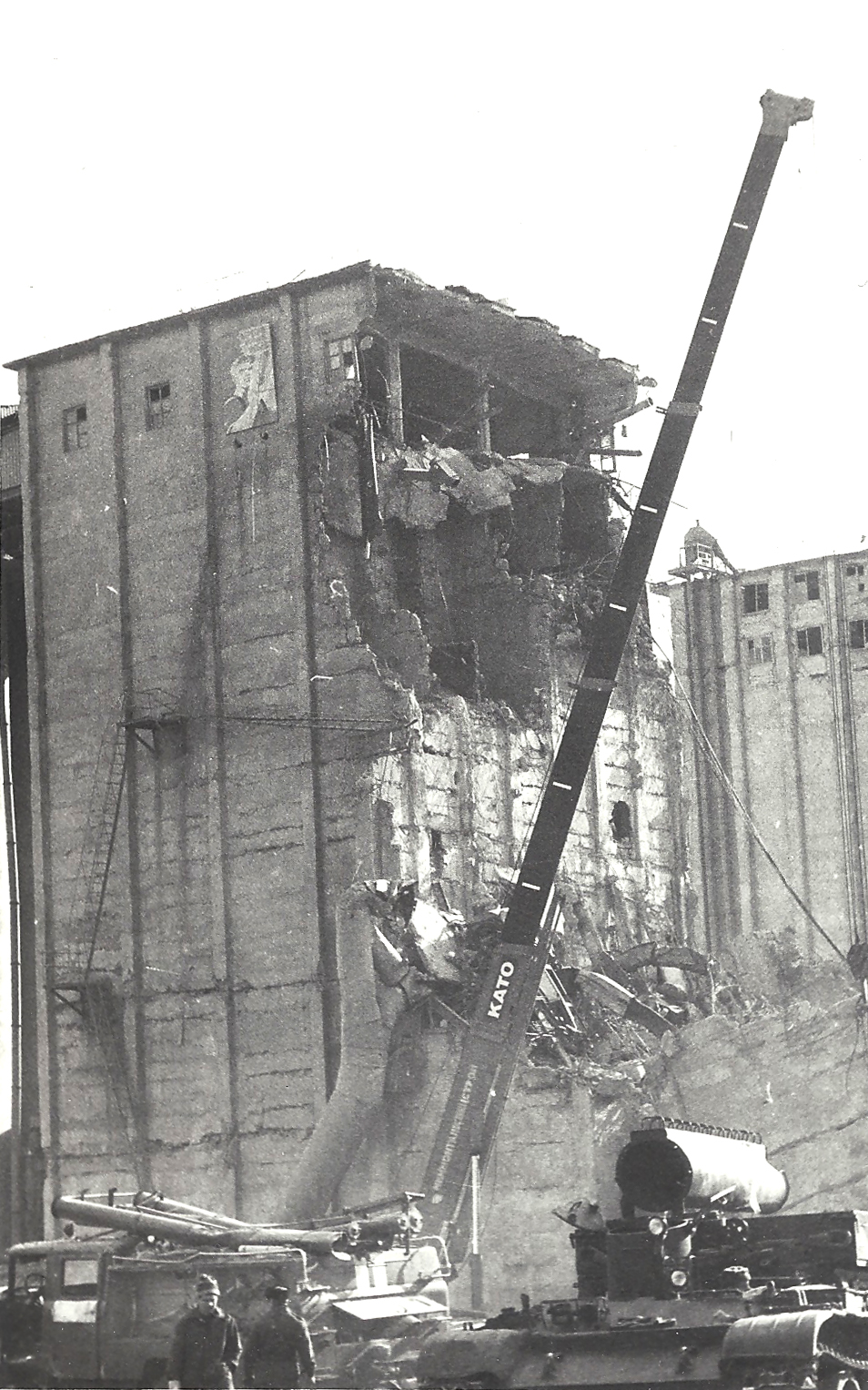
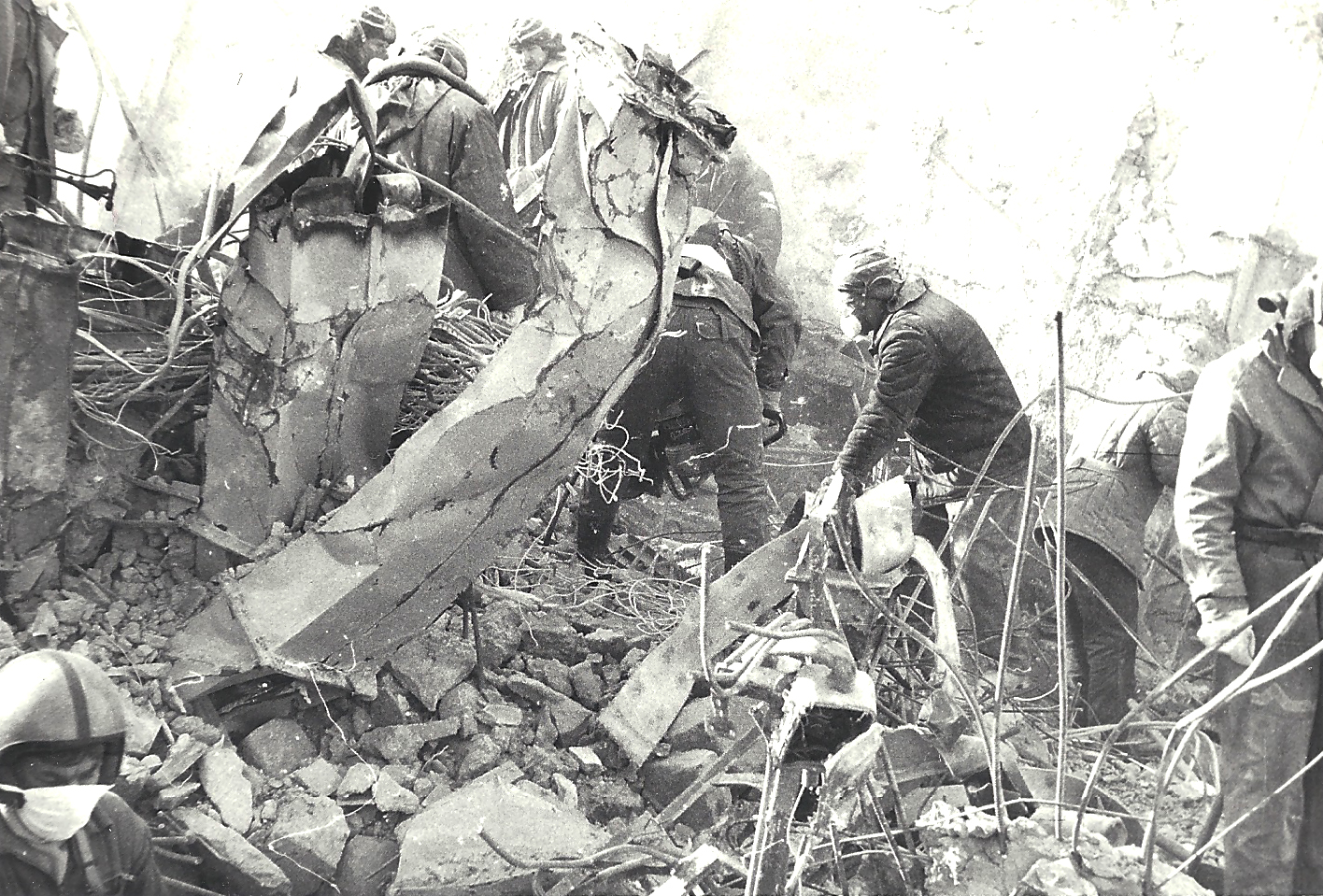
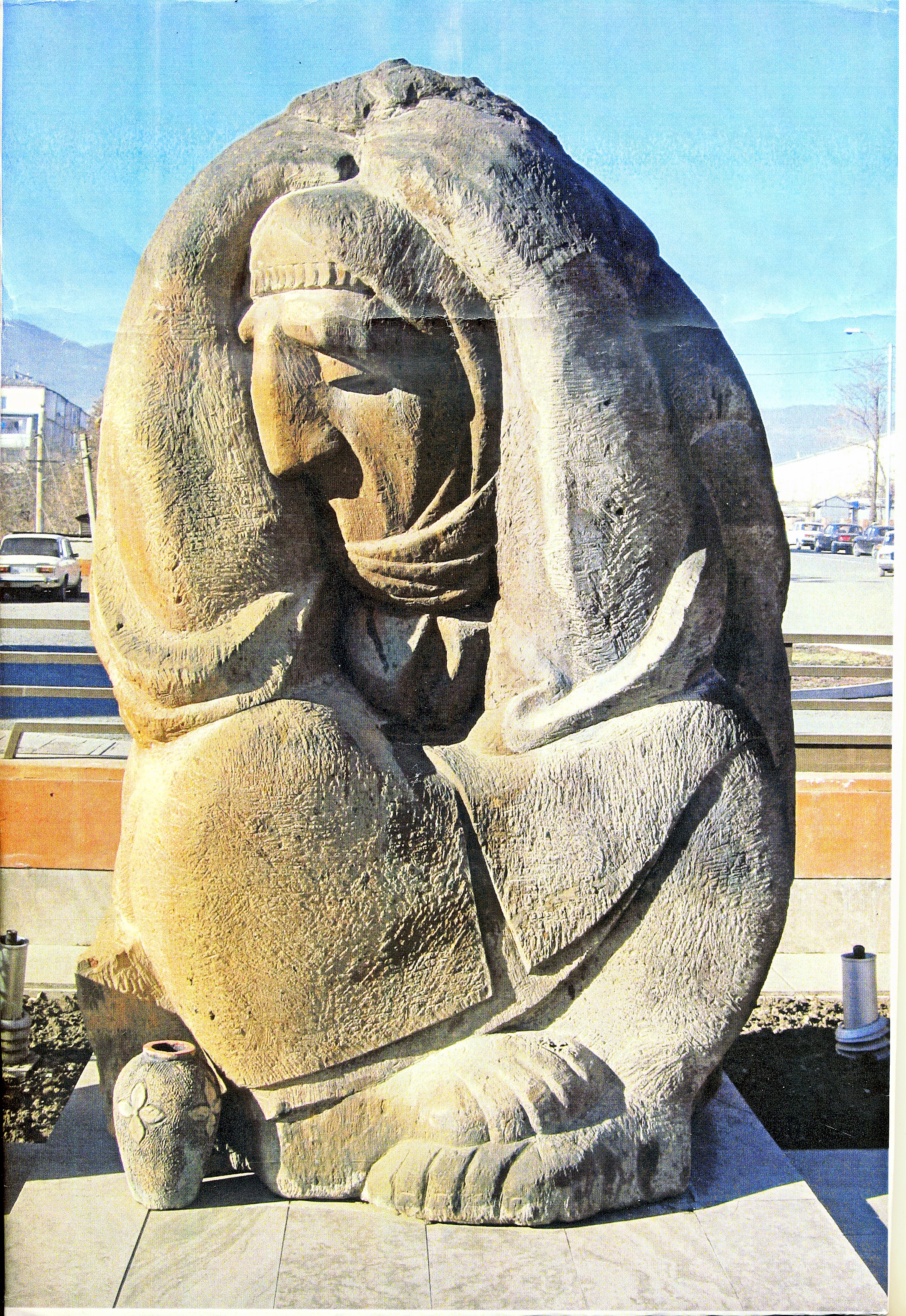
به یادبود زمین‌لرزه اسپیتاک در نصب شده در جمهوری آرتساخ

## ارجاعات
1. ↑  (Wood و دیگران 1993، ص. 256)
2. 1 2 3 4  NGDC. "Significant Earthquake". National Geophysical Data Center. Retrieved July 7, 2011.
3. ↑  Harutyunyan, Arpi (December 7, 2007). "Still Recovering: A visit to the 1988 "center of the epicenter"". ArmeniaNow. Archived from the original on July 10, 2020. Retrieved March 7, 2014.
4. ↑  (Cisternas و دیگران 1989، ص. 675)
5. ↑  (Wood و دیگران 1993، ص. 259)
6. ↑  (Cisternas و دیگران 1989، ص. 676)
7. ↑  Service, Robert (2003). A History of Modern Russia: From Nicholas II to Vladimir Putin. Cambridge, Massachusetts: Harvard University Press. pp. 468–469. ISBN 978-0-674-01801-3.
8. ↑  Fein, Esther B. (December 10, 1988). "Soviet aides say deaths in quake may reach 50,000". The New York Times. Retrieved August 18, 2012.
9. 1 2  Brand, David; Blackman, Ann; Hofheinz, Paul; Mader, B. William (December 26, 1988). "Soviet Union Vision of Horror". Time. Archived from the original on February 4, 2013. Retrieved August 10, 2012.(نیازمند آبونمان)
10. ↑  Mikayelyan, Hrant (December 9, 2017). "Сколько на самом деле погибло людей в результате спитакского землетрясения?" (به روسی). Caucasian Knot. Archived from the original on February 27, 2019. Таким образом, численность погибших следует оценивать в 38 тыс. чел.
11. ↑  (Wood و دیگران 1993، ص. 253)
12. ↑  Armenian, Haroutune K.; Melkonian, Arthur; Noji, Eric K.; Hovanesian, Ashot P. (1997). "Deaths and Injuries due to the Earthquake in Armenia – A Cohort Approach". International Journal of Epidemiology. 26 (4): 806. doi:10.1093/ije/26.4.806. PMID 9279613.

## برای مطالعهٔ بیشتر
- Najarian, L. M.; Goenjian, A. K.; Pelcovitz, D.;  et al. (1996), "Relocation after a disaster: Posttraumatic stress disorder in Armenia after the earthquake", Journal of the American Academy of Child and Adolescent Psychiatry, 35 (3): 374–383, doi:10.1097/00004583-199603000-00020
- Pesola, G.; Bayshtok, V. & Kvetan, V. (1989), "American critical care team at foreign disaster: The Armenian experience", Critical Care Medicine, 17 (6): 582–585, doi:10.1097/00003246-198906000-00021, PMID 2524364
- Grigorova, L. F.; Gasparian, A. A. & Manukian, L. H. (1990), Armenia, December, 88, Yerevan (به روسی), Armenia: Hayastan
- Goenjian, A. (1993), "A mental health relief programme in Armenia after the 1988 earthquake. Implementation and clinical observations", British Journal of Psychiatry, 163 (2): 230–239, doi:10.1192/bjp.163.2.230, PMID 8075916
- Giel, R. (1991), "The psychosocial aftermath of two major disasters in the Soviet Union", Journal of Traumatic Stress, 4 (3): 381–392, doi:10.1002/jts.2490040306
- Azarian, A. G.; Skriptchenko-Gregorian, V. G.; Miller, T. W. & Kraus, R. F. (1994), "Childhood trauma in victims of the Armenian earthquake", Journal of Contemporary Psychotherapy, 24 (2): 77–85, doi:10.1007/BF02310246
- Allan, R. (1989), "The Armenian earthquake – The UK response", Disaster Management, 1 (4): 10–17
- Abrams, J. I. (1989), "Detection and extrication in the Armenian earthquake", International workshop on earthquake injury epidemiology for mitigation and response, Baltimore, MD, pp. 435–449
- Pynoos, R. S.; Goenjian, A.; Tashjian, M.;  et al. (1993), "Post-traumatic stress reactions in children after the 1988 Armenian earthquake", British Journal of Psychiatry, 163 (2): 239–247, doi:10.1192/bjp.163.2.239, PMID 8075917